# Circinoniesslia nectriae
Circinoniesslia nectriae — вид грибів, що належать до монотипового роду Circinoniesslia.